# Leucania tincta
Leucania tincta är en fjärilsart som beskrevs av Walker 1858. Leucania tincta ingår i släktet Leucania och familjen nattflyn. Inga underarter finns listade i Catalogue of Life.